# Торри, Джон
Джон То́рри (англ. John Torrey, 15 августа 1796, Нью-Йорк, США — 10 марта 1873, там же) — американский ботаник, врач и химик XIX века, известный своими исследованиями флоры США и подготовкой ряда специалистов в области ботаники.

## Путь в науке
Торри родился в Нью-Йорке и сначала хотел посвятить себя техническим наукам. Однако, когда ему было 15—16 лет, он познакомился с Амосом Итоном, пионером естественнонаучных исследований в Америке. От него он узнал начала ботаники, минералогии и химии.
В 1815 году он приступил к изучению медицины под руководством доктора Райта Поста (англ. Wright Post) в школе медицины и хирургии. Окончил курс в 1818 году.
Получив диплом, он стал работать ассистентом военного хирурга, но медицина мало увлекала его. Его страстью стали ботаника, химия, минералогия и геология.
В 1817 году Торри участвовал в создании Нью-йоркского лицея естественной истории (англ. New York lyceum of natural history), который впоследствии вырос до Нью-йоркской академии наук (англ. New York academy of science).
В 1819 году он опубликовал свою первую работу — «Каталог растений, растущих в радиусе тридцати миль от Нью-Йорка» (англ. Catalogue of Plants growing spontaneously within Thirty Miles of the City of New York). Эта работа получила хорошие отзывы, что способствовало его научной репутации, и он приступил к описанию растений, собранных другими ботаниками в ходе научных экспедиций.
В 1824 году он издал первый и единственный том своей «Флоры северных и центральных штатов, или Систематика и описание всех растений, когда-либо обнаруженных в Соединённых Штатах к северу от Вирджинии» (англ. Flora of the Northern and Middle Sections of the United States, or a Systematic Arrangement and Description of all the Plants heretofore discovered in the United States North of Virginia). В том же году он занял кафедру химии и геологии в военной академии в Вест-Пойнте, а три года спустя — место профессора химии и ботаники во врачебно-хирургическом колледже в Нью-Йорке (где проработал до 1855 года). Кроме того, он преподавал химию в Принстоне с 1830 до середины 1850 года.
В 1836 году он был назначен ботаником штата Нью-Йорк в Бюро геологических исследований штата Нью-Йорк. Задачей его стало определить растительное разнообразие штата. Торри обработал 50 000 гербарных образцов, и в 1843 году подготовил результаты своих исследований и издал в двух томах «Флору штата Нью-Йорк» (англ. Flora of the State of New York). С тех пор штат Нью-Йорк имеет самую лучшую флору в Соединённых Штатах.
В то же время он вместе со своим учеником Эйсой Греем начинает систематически изучать флору других районов США. С 1838 по 1843 год они осуществили нерегулярную публикацию первых частей «Флоры Северной Америки» (англ. Flora of North America). Но этот труд быстро устаревал, поскольку число новооткрытых видов быстро возрастало в связи с различными путешествиями учёных-первопроходцев в западном направлении. Торри, как в одиночку, так и вместе с Греем, публикует многочисленные исследования растений, собранных в ходе этих экспедиций.
С 1853 года Торри был главным аналитиком аналитического бюро Соединённых Штатов, тем не менее, продолжал преподавать ботанику вплоть до смерти.
В 1855 году он стал президентом Американской ассоциации содействия развитию науки (англ. American Association for the Advancement of Science) и одним из первых членов Национальной академии наук, основанной в 1863 году.
Свой ценный гербарий и ботаническую библиотеку в 1860 году Торри передал Колумбийскому колледжу Колумбийского университета.
Его имя в таксономических определениях растений часто стоит рядом с именем Эйсы Грея (Torr. & A.Gray).

## В память и честь Торри

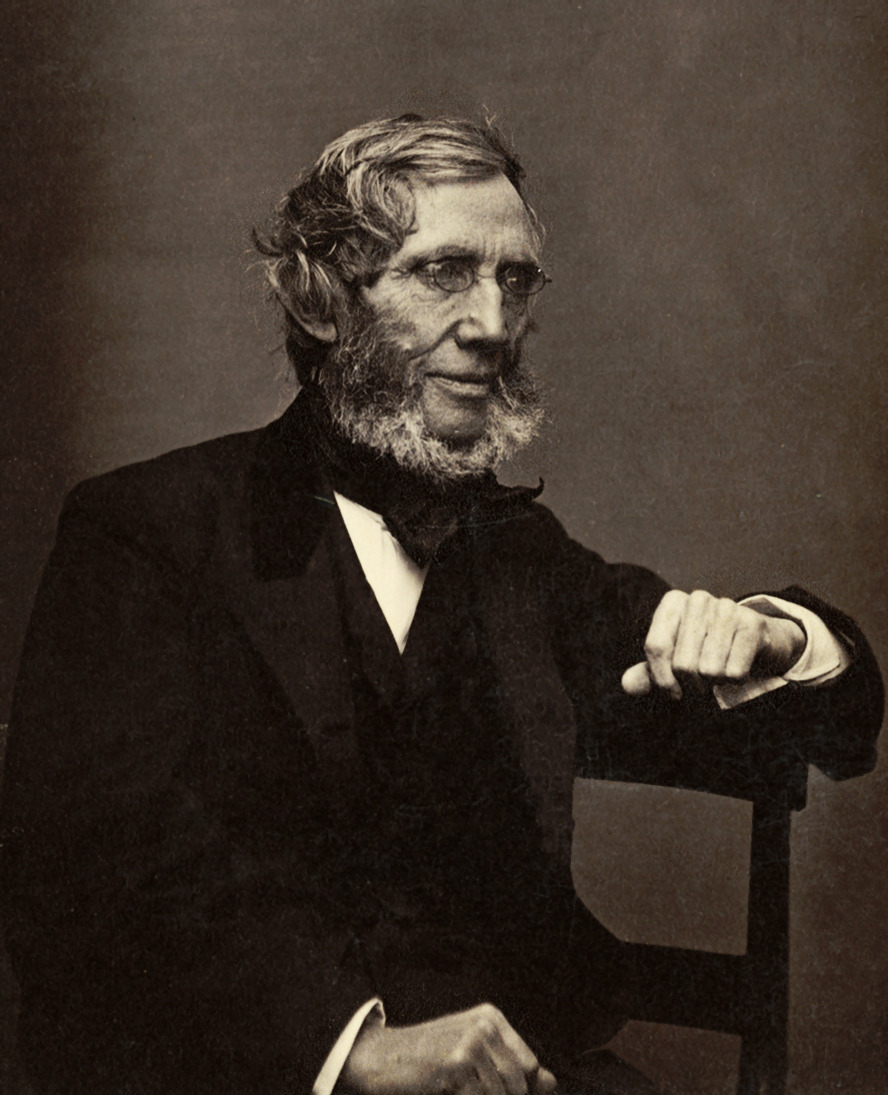
Джон Торри

Его имя отмечено в названии небольшого рода Торрея (Torreya Arn.) семейства Тисовые (Taxaceae), обнаруженного в Северной Америке, Китае и Японии. В южной Калифорнии растёт Сосна Торри, или Сосна Торрея (Pinus torreyana Parry ex Carrière).
Пик Торри на плато Колорадо также носит имя ботаника.
Ботанический клуб Нью-Йорка, который был основан Джоном Торри в 1858 году, с 1870 года носит его имя — Torrey Botanical Club.

## Печатные труды
- «A flora of the Northern and Middle Sections of the United States», 1824 (англ.)
- «A Flora of North America containing abridged Descriptions of all the known indigenous and naturalized Plants growing North of Mexico; arranged according to the Natural System». By John Torrey, M. D., F. L. S., etc., Member of the Imperial Academy Naturae Curiosorum, etc., and Professor of Chemistry and Botany in the University of the State of New-York; and Asa Gray, M. D., Member of the Imperial Academy Naturae Curiosorum, etc., etc., Professor of Botany in the University of Michigan. Vol. I. New-York: Wiley & Putnam. 1838—1840.
- «A Flora of North America», 1838—1843 (англ.)
- «Plantae Fremontianae; or Descriptions of Plants Collected by Colonel J. C. Frémont in California», 1853 (англ.)

## О нём
- Asa Gray. John Torrey, a Biographical Notice. s.n, 1873 (англ.)[3]
- Asa Gray. Sketch of the Life and Labors of Prof. John Torrey: Of Columbia College, New York, United States Assayer, and for Many Years an Esteemed Collaborator of the Smithsonian Institution. Smithsonian Institution?, 1873 (англ.)
- Nicholas Polunin. John Torrey: American Botanist. Nature: Vol. 154, p. 294. 1944 (англ.)
- Jeannette E. Graustein. Thomas Nuttall, Naturalist: Explorations in America, 1808—1841. Cambridge, Harvard University Press, 1967 (англ.)
- Christine Chapman Robbins. John Torrey (1796—1873): His Life and Times. Bulletin of the Torrey Botanical Club, Vol. 95, No. 6 (Nov. — Dec., 1968), pp. 515–645 (англ.)
- Robert Zander, Fritz Encke, Günther Buchheim, Siegmund Seybold. Handwörterbuch der Pflanzennamen. Auflage 13. Ulmer Verlag, Stuttgart, 1984 ISBN 3-8001-5042-5 (нем.)
- Ian MacPhail. John Torrey. Morton Arboretum, 1992 (англ.)
- Keir B. Sterling, Richard P. Harmond, George A. Cevasco & Lorne F. Hammond (dir.) (1997). Biographical dictionary of American and Canadian naturalists and environmentalists. Greenwood Press (Westport) : xix + 937 p. ISBN 0-313-23047-1 (англ.)